# Колыванский муж
«Колыванский муж (Из остзейских наблюдений)» — рассказ Николая Лескова, действие которого происходит в Ревеле (старое русское название: Колывань, современное — Таллин). Впервые напечатан в декабрьском номере «Книжек Недели» за 1888 год.
В рассказе в комическом ключе обыграна история онемечивания славянофила и его детей, которые хитростью крестятся в лютеранскую веру, хотя по законам Российской империи должны креститься в православие по отцу. Немецкой идее национальной исключительности и превосходства Лесков противопоставляет тип русского человека — горячего, непосредственного и непоследовательного, привлекающего к себе симпатии даже своими недостатками. Противопоставление немецкого и русского характеров обыгрывается также в рассказах Лескова «Железная воля» и «Александрит».
Действие рассказа приурочено к 1870 году. Летом этого года сам Лесков впервые столкнулся с оскорбительными проявлениями немецкого шовинизма в Ревеле. Вместе с тем в рассказе высмеивается славянофильство (упомянуты Иван Аксаков, Юрий Самарин и Алексей Хомяков).